# Кришна (река)
Кришна или Кистна (в миналото на английски: Kistna; на маратхийски: कृष्णा नदी (Kr̥ṣṇā nadī), на каннада: ಕೃಷ್ಣಾ ನದಿ (Kr̥ṣṇā nadi), на телугу: కృష్ణా నది (Kr̥ṣṇā nadi) е река в Индия, в щатите Махаращра, Карнатака, Телангана и Андхра Прадеш, течаща през централните и югоизточни райони на полуостров Индостан и вливаща се в западната част на Бенгалския залив на Индийския океан. Дължина 1291 km, площ на водосборния басейн 258 950 km². Река Кришна води началото си на 900 m н.в., от източните склонове на планината Западни Гхати). По цялото си протежение пресича от запад на изток Деканското плато и при вливането си в Бенгалския залив на Индийския океан образува обширна делта. Основни притоци: леви – Ерла, Бхима, Динди, Педавагу, Халия, Муси, Палеру, Мунер; десни – Варна, Дудхганга, Гхатпрабха, Малпрабха, Тунгабхадра. Подхранването ѝ е предимно дъждовно, с мусонен режим и лятно пълноводие. Среден годишен отток 2213 m³/s. В средното и долното ѝ течение водите ѝ се използват за напояване ва земеделски земи с площ над 500 хил. ха, а дължината на поителните канали надхвърля 3 хил. km. На нея са изградени два големи язовира (хидровъзел Нагарджунсагар в долното течение). Плавателна е за плитко газещи речни съдовев долното си течение. Долината ѝ е гъсто заселена като най-големите градове са: Сатара, Сангли, Карнулу, Виджаявада, Тенали, Мачилипатнам..

## Галерия
- Панорамен изглед от Ujjani или Bhima
- Кудаласангама, Северна Карнатака